# Curtis Leschyshyn
Curtis Michael Leschyshyn, född 21 september 1969, är en kanadensisk ishockeytränare och före detta professionell ishockeyspelare som tränar Saskatoon Blazers i Saskatchewan Midget AAA Hockey League (SMAAAHL).
Han draftades i första rundan i 1988 års draft av Quebec Nordiques som tredje spelare totalt.
Leschyshyn tillbringade 17 säsonger i den nordamerikanska ishockeyligan National Hockey League (NHL), där han spelade för ishockeyorganisationerna Quebec Nordiques, Colorado Avalanche, Montreal Canadiens, Washington Capitals, Hartford Whalers, Carolina Hurricanes, Minnesota Wild och Ottawa Senators. Han producerade 212 poäng (47 mål och 165 assists) samt drog på sig 669 utvisningsminuter på 1 033 grundspelsmatcher. Han spelade också på lägre nivåer för Halifax Citadels i American Hockey League (AHL) och Saskatoon Blades i Western Hockey League (WHL).
Han vann Stanley Cup med Colorado Avalanche för säsong 1995-1996.
Den 21 augusti 2012 blev han utsedd som assisterande tränare på heltid för Saskatoon Blades i WHL. I början av 2014 blev det offentligt att Leschyshyn skulle inte fortsätta som assisterande för Blades utan hade sagt ja till ett erbjudande om att bli tränare för Saskatoon Blazers i SMAAAHL.
Han är far till Jake Leschyshyn som spelar för Vegas Golden Knights i NHL.

## Statistik
| 1985–1986  | Saskatoon Blazers   | SMAAAHL    | 34   | 9  | 34  | 43  | 52  | —  | — | —  | —  | —  |
|            | Saskatoon Blades    | WHL        | 1    | 0  | 0   | 0   | 0   | —  | — | —  | —  | —  |
| 1986–1987  | Saskatoon Blades    | WHL        | 70   | 14 | 26  | 40  | 107 | 11 | 1 | 5  | 6  | 14 |
| 1987–1988  | Saskatoon Blades    | WHL        | 56   | 14 | 41  | 55  | 86  | 10 | 2 | 5  | 7  | 16 |
| 1988–1989  | Quebec Nordiques    | NHL        | 71   | 4  | 9   | 13  | 71  | —  | — | —  | —  | —  |
| 1989–1990  | Quebec Nordiques    | NHL        | 68   | 2  | 6   | 8   | 44  | —  | — | —  | —  | —  |
| 1990–1991  | Quebec Nordiques    | NHL        | 55   | 3  | 7   | 10  | 49  | —  | — | —  | —  | —  |
| 1991–1992  | Quebec Nordiques    | NHL        | 42   | 5  | 12  | 17  | 42  | —  | — | —  | —  | —  |
|            | Halifax Citadels    | AHL        | 6    | 0  | 2   | 2   | 4   | —  | — | —  | —  | —  |
| 1992–1993  | Quebec Nordiques    | NHL        | 82   | 9  | 23  | 32  | 61  | 6  | 1 | 1  | 2  | 6  |
| 1993–1994  | Quebec Nordiques    | NHL        | 72   | 5  | 17  | 22  | 65  | —  | — | —  | —  | —  |
| 1994–1995  | Quebec Nordiques    | NHL        | 44   | 2  | 13  | 15  | 20  | 3  | 0 | 1  | 1  | 4  |
| 1995–1996  | Colorado Avalanche  | NHL        | 77   | 4  | 15  | 19  | 73  | 17 | 1 | 2  | 3  | 8  |
| 1996–1997  | Colorado Avalanche  | NHL        | 11   | 0  | 5   | 5   | 6   | —  | — | —  | —  | —  |
|            | Washington Capitals | NHL        | 2    | 0  | 0   | 0   | 2   | —  | — | —  | —  | —  |
|            | Hartford Whalers    | NHL        | 64   | 4  | 13  | 17  | 30  | —  | — | —  | —  | —  |
| 1997–1998  | Carolina Hurricanes | NHL        | 73   | 2  | 10  | 12  | 45  | —  | — | —  | —  | —  |
| 1998–1999  | Carolina Hurricanes | NHL        | 65   | 2  | 7   | 9   | 50  | 6  | 0 | 0  | 0  | 0  |
| 1999–2000  | Carolina Hurricanes | NHL        | 53   | 0  | 2   | 2   | 14  | —  | — | —  | —  | —  |
| 2000–2001  | Minnesota Wild      | NHL        | 54   | 2  | 3   | 5   | 19  | —  | — | —  | —  | —  |
|            | Ottawa Senators     | NHL        | 11   | 0  | 4   | 4   | 0   | 4  | 0 | 0  | 0  | 0  |
| 2001–2002  | Ottawa Senators     | NHL        | 79   | 1  | 9   | 10  | 44  | 12 | 0 | 1  | 1  | 0  |
| 2002–2003  | Ottawa Senators     | NHL        | 54   | 1  | 6   | 7   | 18  | 18 | 0 | 1  | 1  | 10 |
| 2003–2004  | Ottawa Senators     | NHL        | 56   | 1  | 4   | 5   | 16  | 2  | 0 | 0  | 0  | 0  |
| NHL totalt | NHL totalt          | NHL totalt | 1033 | 47 | 165 | 212 | 669 | 68 | 2 | 6  | 8  | 34 |
| AHL totalt | AHL totalt          | AHL totalt | 6    | 0  | 2   | 2   | 4   | —  | — | —  | —  | —  |
| WHL totalt | WHL totalt          | WHL totalt | 127  | 28 | 67  | 95  | 193 | 21 | 3 | 10 | 13 | 30 |